# Acacia scalena
Acacia scalena är en ärtväxtart som beskrevs av Bruce R. Maslin. Acacia scalena ingår i släktet akacior, och familjen ärtväxter. Inga underarter finns listade i Catalogue of Life.